# I Do (bài hát của Colbie Caillat)
"I Do" là một bài hát của nữ ca sĩ kiêm sáng tác người Mỹ Colbie Caillat. Bài hát này được Greg Wells sản xuất và do chính Caillat cùng Toby Gad sáng tác. Bài hát được phát hành dưới dạng đĩa đơn đầu tiên trích từ album phòng thu thứ ba của cô mang tên All of You, thông qua các cửa hàng iTunes và các đài phát thanh vào ngày 7 tháng 2 năm 2011 bởi hãng đĩa Universal Republic.
Về mặt nhạc lý, đây là một bài hát nhạc pop mang nhịp điệu sôi động, với phần lời nhạc nói về sự tiến tới một bước quan trọng trong một mối quan hệ lâu dài. "I Do" đạt vị trí thứ 38 trên bảng xếp hạng Billboard Adult Pop Songs, sau đó đạt vị trí thứ 23 trên Billboard Hot 100. Theo Nielsen Soundscan, chỉ tính riêng tại Hoa Kỳ, bài hát đã tiêu thụ khoảng 154.000 bản. Video ca nhạc cho "I Do" được công chiếu vào ngày 11 tháng 3 năm 2011.

## Cấu trúc
"I Do" được phát hành dưới dạng đĩa đơn đầu tiên trích từ album phòng thu thứ ba của cô mang tên All of You vào ngày 7 tháng 2 năm 2011. Bài hát được chính Caillat và Toby Gad sáng tác, Greg Wells đảm nhận phần sản xuất cho bài hát này. Bài hát mang giai điệu folk pop sôi động cùng phần xen lẫn của chất nhạc acoustic, với phần lời nhạc, theo như Caillat từng mô tả, nói về việc tiến đến cuộc sống hôn nhân Brian Voerding của AOL Radio từng ghi nhận đến phần giọng nền đan xen vào những nhịp gõ phụ và cách ngắt câu của Caillat trong bài hát này. John Hill từ About.com từng viết rằng "I Do" vẫn còn đọng lại phần âm thanh trong những sản phẩm trước của Caillat, bao gồm cả phần điều chỉnh acoustic và những nhịp điệu trộn lẫn trong bài. Anh cũng cho rằng việc sử dụng đàn ukulele trong bài hát này là phù hợp "một cách hoàn hảo và đã góp phần vào các yếu tố vui nhộn cần có của một bài hát sôi động."

## Tiếp nhận
Brian Voerding viết rằng "Caillat lột tả được âm thanh thông thái và giản dị trong một bài hát sôi động và vui tuơi như thế này." Amy Sciarretto của Artistdirect cho rằng bài hát này "dễ chịu, vui tuơi," và sở hữu một "đoạn nhạc [hook] cực kì bắt tai" khiến nó "cứ dính chặt vào não bạn." John Hill viết rằng Caillat đã có một "chiến thắng tuyệt đối" cùng với "I Do". Jason Lipshutz từ tạp chí Billboard gọi bài hát này bằng cụm từ "vui tuơi". Mikael Wood của tờ Los Angeles Times mô tả "I Do" một cách "đầy trong trẻo, một trong nhiều bài hát mà nữ ca sĩ này đã chia sẻ về mối quan hệ đang êm đẹp của mình cùng bạn trai là một nhạc công chơi guitar". Bill Lamb từ About.com cho rằng bài hát này "Còn hơn cả quyến rũ, khi đĩa đơn ăn khách "I Do" mang cảm giác yêu thương đến trong từng tiếng búng tay của bài hát, gần như tất cả bài hát trong album này đều có thể được phát hành dưới dạng đĩa đơn ngay lập tức.

## Video âm nhạc
Video cho đĩa đơn này được phát hành vào ngày 11 tháng 3 năm 2011 với hình ảnh cô đang hát một cách vui vẻ trong nhiều căn phòng và hình ảnh khác nhau. Ethan Lader tham gia đạo diễn cho video này - anh cũng chính là người tham gia nhiều hoạt động quảng bá khác của Bruno Mars. Caillat chia sẻ với PopEater về đoạn clip: "Video này bao gồm cảnh tôi vừa thức dậy trên giường và hát theo bài hát. Lúc đó tôi đang nghĩ về một chàng trai và sau đó tôi đi vòng quanh nhà và làm nhiều việc lặt vặt và mọi thứ trong căn nhà dường như miêu tả theo hướng mà tôi suy nghĩ. Bạn có thể thấy một hình mặt cười theo một cách nào đó hiện lên trên chiếc đồng hồ báo thức và trên chiếc móc áo trên cửa cùng quả đấm cửa."

## Diễn biến trên các bảng xếp hạng
"I Do" mở đầu tại vị trí thứ 38 và sau đó đạt đến vị trí thứ 24 trên bảng xếp hạng Billboard Adult Pop Songs trong tuần lễ ngày 12 tháng 2 năm 2011. Bài hát này sau đó cũng đạt vị trí thứ 23 trên Billboard Hot 100. Theo ghi nhận của Nielsen Soundscan, chỉ tính riêng tại Hoa Kỳ, bài hát đã tiêu thụ khoảng 154.000 bản. Bài hát từng quay trở lại Hot 100 ở vị trí thứ 97 và sau đó là vị trí thứ 75.

## Các bảng xếp hạng và chứng nhận
| Bảng xếp hạng (2011)                  | Thứ hạng cao nhất |
| ------------------------------------- | ----------------- |
| Áo (Ö3 Austria Top 40)                | 30                |
| Bỉ (Ultratip Flanders)                | 14                |
| Bỉ (Ultratip Wallonia)                | 18                |
| Germany (Media Control AG)            | 33                |
| German Airplay Chart                  | 2                 |
| Nhật Bản (Japan Hot 100)              | 10                |
| Hoa Kỳ Billboard Hot 100              | 23                |
| Hoa Kỳ Adult Pop Airplay (Billboard)  | 7                 |
| Hoa Kỳ Adult Contemporary (Billboard) | 26                |

| Quốc gia                                                                           | Chứng nhận | Số đơn vị/doanh số chứng nhận |
| ---------------------------------------------------------------------------------- | ---------- | ----------------------------- |
| Hoa Kỳ (RIAA)                                                                      | Vàng       | 500.000*                      |
| * Chứng nhận dựa theo doanh số tiêu thụ. ^ Chứng nhận dựa theo doanh số nhập hàng. |            |                               |